# Pedro Collar Noguera
Pedro Collar Noguera (ur. 9 września 1963 w Doctor Juan León Mallorquín) – paragwajski duchowny katolicki, biskup San Juan Bautista de las Misiones w latach 2017-2023, biskup Ciudad del Este od 2024. 

## Życiorys
Święcenia kapłańskie otrzymał 7 czerwca 1992 i został inkardynowany do diecezji Ciudad del Este. Był m.in. proboszczem parafii katedralnej, sędzią krajowego trybunału kościelnego II instancji oraz wikariuszem generalnym diecezji.
23 kwietnia 2016 papież Franciszek mianował go biskupem pomocniczym Ciudad del Este przydzielając mu stolicę tytularną Thamugadi. Sakry biskupiej udzielił mu 28 maja 2016 metropolita Asunción - Edmundo Valenzuela.
16 lutego 2017 papież mianował go biskupem ordynariuszem diecezji San Juan Bautista de las Misiones. Ingres odbył się 26 marca 2017.
19 grudnia 2023 papież Franciszek przeniósł go na urząd biskupa ordynariusza diecezji Ciudad del Este. Ingres odbył 3 lutego 2024.